# Осувець-Кмеци
Осувець-Кмеци (пол. Osówiec Kmiecy) — село в Польщі, у гміні Пшасниш Пшасниського повіту Мазовецького воєводства.
Населення — 114 осіб (2011).
У 1975-1998 роках село належало до Остроленцького воєводства.

## Демографія
Демографічна структура станом на 31 березня 2011 року:
|          | Загалом | Допрацездатний вік | Працездатний вік | Постпрацездатний вік |
| -------- | ------- | ------------------ | ---------------- | -------------------- |
| Чоловіки | 58      | 11                 | 40               | 7                    |
| Жінки    | 56      | 14                 | 35               | 7                    |
| Разом    | 114     | 25                 | 75               | 14                   |